# Pomphorhynchus kashmirensis
Pomphorhynchus kashmirensis är en hakmaskart som beskrevs av Kaw 1941. Pomphorhynchus kashmirensis ingår i släktet Pomphorhynchus och familjen Pomphorhynchidae. Inga underarter finns listade i Catalogue of Life.